# Charles Devillié
Charles Devillié, né le 10 mars 1850 à Roanne (Loire) et mort le 9 mai 1905 à Riorges (Loire), est un peintre français.

## Œuvres
- Portrait de M. Trubert, vers 1890-1900, Musée des Beaux-Arts et d'Archéologie Joseph-Déchelette, Roanne.
- Portrait d'une femme, vers 1890, Musée des Beaux-Arts et d'Archéologie Joseph-Déchelette, Roanne.
- Autoportrait, vers 1890, Musée des Beaux-Arts et d'Archéologie Joseph-Déchelette, Roanne.
- Portrait du poète Daniel Sivet, vers 1890, Musée des Beaux-Arts et d'Archéologie Joseph-Déchelette, Roanne.